# Cristian Gog
Cristian Simion Gog (n. 27 august 1981, Câmpeni, România) este un mentalist român, cunoscut pentru câștigarea celui de-al doilea sezon Românii au talent.
Născut în Câmpeni, județul Alba, Gog a dobândit de mic o pasiune pentru trucurile magice. A urmat școala generală și liceul din Baia de Arieș, iar facultatea a făcut-o la Alba-Iulia. În timpul anilor de facultate a dobândit interes pentru una din ramurile iluzionismului, numită mentalism.
În 2012, a participat la emisiunea-concurs Românii au talent, unde a impresionat publicul și juriul atât la preselecții, cât și în semifinală și în finală. A reușit să câștige competiția datorită voturilor publicului, obținând un premiu în valoare de  120.000 €. Anunțul că Gog a câștigat Românii au talent a stârnit controverse în rândul celor care au urmărit emisiunea; acesta a fost acuzat că a folosit trucuri luate de pe internet sau că numerele sale au fost regizate.

## Copilăria și începuturile
Cristian Simion Gog s-a născut pe 27 august 1981, în Câmpeni, județul Alba. Mama lui a fost, pe rând, croitoreasă, agent de asigurări și educatoare, iar tatăl lui a fost pompier. Pe la vârsta de patru ani, Gog s-a accidentat la picior după ce a lovit o minge de baschet. După șase luni de la acest incident, timp în care niciun medic nu reușise să îi vindece piciorul, Gog și-a rezolvat problema folosind „un leac băbesc - ața de scrântit”; aceasta, spune el, a fost prima întâmplare „magică” din viața sa. De asemenea, tatăl său i-a trezit interesul pentru magie, deoarece în copilărie i-a arătat câteva trucuri simple cu cărți, monede și chibrituri. Totuși, Cristian a fost foarte dezamăgit când a descoperit secretele ce stăteau în spatele anumitor trucuri.
Odată ce Cristian a început școala, tatăl lui a devenit miner în Baia de Arieș, unde câștiga un salariu mai mare; în aceeași localitate s-a mutat întreaga familie. Școala generală și liceul le-a făcut la Colegiul Școlar „Dr. Lazăr Chirilă”, pe care l-a absolvit în anul 2000. În clasa a X-a, după multe căutari, a dat peste o carte a magicianului Aurel Iozif, într-un anticariat din Cluj-Napoca; aceea a fost prima carte de magie pe care a citit-o.
A urmat cursurile Universității „1 Decembrie 1918” din Alba Iulia, secția Economia Comerțului, Turismului și Serviciilor, obținând și un master în Administrarea afacerilor, la aceeași universitate. În timpul anilor de facultate a lucrat ca ospătar la un restaurant italian din oraș. Prin al doilea an de studiu, a văzut pe internet câteva videoclipuri cu mentaliști, devenind astfel interesat de această ramură a iluzionismului. După terminarea masteratului, în 2006, Gog a plecat în Grecia. Acolo a lucrat la o fermă de păsări din apropiere de Corint, alături de tatăl său, deoarece mina la care acesta lucra fusese închisă, iar el fusese disponibilizat. Timpul petrecut acolo a reprezentat cea mai importantă perioadă de studiu a sa în iluzionism. După mai puțin de un an, s-a întors în țară și s-a angajat la o firmă de producție și vânzare de software din Cluj-Napoca.

## Românii au talent
Gog s-a prezentat la preselecțiile pentru al doilea sezon al emisiunii Românii au talent din Cluj-Napoca la insistențele unor prieteni de-al săi. Acesta a reușit să impresioneze juriul cu numărul său de iluzionism. A prezis un număr ales la întâmplare de Mihai Petre și o decizie luată de Andi Moisescu, după care a îndoit niște linguri de metal folosind puterea minții. A trecut mai departe cu trei „da”.
În semifinala de pe 20 aprilie, Gog a ales la întâmplare trei persoane din public. Acesta a reușit să prezică numărul de trei cifre ales de prima, precum și numele unei persoane dragi ales de a doua. De asemenea, a prezis și un cuvânt aflat pe o pagină aleatorie a unei cărți, aleasă și ea la întâmplare de cea de-a treia persoană din public. La finalul numărului, a mișcat o monedă cu puterea minții și a îndoit, fără a folosi forța fizică, o altă monedă adusă de prezentatorul Pavel Bartoș. Gog a uimit din nou juriul și a mers, de pe primul loc, în runda finală, urmat de chitariștii de la Trio Zamfirescu și de barmanii de la BarSession.
Gog declară că și-a pregătit ultimul număr doar cu o zi înainte de finala de pe 11 mai. Venea după o perioadă dificilă, deoarece cu două săptămâni înainte îi murise bunica.  Acesta a apărut pe scenă însoțit de doi medici specialiști și și-a redus bătăile inimii astfel încât un electrocardiograf (EKG) nu i-a mai putut depista pulsul. La final, a scos dintr-o servietă încuiată trei foi pe care se aflau răspunsurile exacte date de juriu, la o întrebare adresată cu câteva minute în urmă. După încheierea numărului, Andi Moisescu a mărturisit că își dorește ca Gog să fie câștigătorul concursului.
Obținând 16% din numărul total de voturi acordate de telespectatori, Gog s-a clasat pe primul loc în finală, urmat de dansatorul Mihai Petraiche și de speedcuberul Cristian Leana; ca premiu, acesta a câștigat un cec în valoare de 120.000 €. Ziarul britanic The Sun a publicat un articol despre el, în care descria numărul acestuia de la Românii au talent. Gog a declarat că își propusese să rămână fără puls aproximativ două minute; acesta și-a oprit însă bătăile inimii doar pentru 15 secunde, deoarece medicii care au urcat cu el pe scenă nu au montat aparatul EKG cum ar fi trebuit. De asemenea, acesta a mărturisit că se aștepta ca trupa de dansatori surzi No Limit să câștige concursul.

### Controverse
La fel ca în primul sezon al emisiunii, și rezultatul acestei finale a adus critici în rândul publicului. Dacă în primul sezon, alegerea rapperului Adrian Țuțu drept câștigător a fost contestată, întrucât acesta a fost acuzat că a obținut locul întâi pe nedrept și că oamenii l-au votat pe motiv că este orfan, în cel de-al doilea sezon, numerele lui Cristian Gog au fost numite doar niște „trucuri ieftine cumpărate de pe internet”. Ziarul Libertatea explică cum acesta a îndoit monedele cu ajutorul a două inele magnetice și cum lingurile cărora le-a „schimbat consistența” erau confecționate din galiu, metal care are punctul de topire la aproximativ 30 °C. De asemenea, publicația declară că trucurile realizate de Gog în cadrul emisiunii, precum și accesoriile folosite de acesta, au fost cumpărate de pe situri aparținând domeniului iluzionismului. Ulterior, Gog a declarat într-un interviu: „Nu am susținut niciodată că e real ceea ce fac eu pe scenă”.
Telespectatorii nemulțumiți de prestația lui Cristian Gog și-au exprimat opiniile pe numeroase site-uri, inclusiv pe blogul juratului Andi Moisescu. Aceștia susțin faptul că numerele iluzionistului realizate în direct au fost regizate. Ca răspuns, Moisescu a declarat pe blogul său: „Știu. Nu e nevoie să săriți. Folosește trucuri ieftine, pe care le poate cumpăra oricine de pe internet. Iar eu mi-am permis să spun că-mi place cum folosește toate aceste trucuri ieftine. Tuturor celor care se simt dezamăgiți, le recomand al treilea sezon Românii au talent. [...] Practic premiul este ca și adjudecat, de pe acum”.

## Filantropie și viața personală
Cristian Gog a demarat împreună cu comunitatea online clujeană un proiect caritabil intitulat „Nepoți de Crăciun”. Acest proiect de voluntariat își propune să ajute clujenii în vârstă, care nu au norocul să fie în preajma familiilor lor, să intre în atmosfera sărbătorilor de iarnă.
Deși are o atracție mai mare față de muzica hip hop, Gog declară că îi place să asculte orice gen muzical. De asemenea, acesta mărturisește că pescuitul este a doua sa mare pasiune, după magie. Din septembrie 2007, Cristian Gog este căsătorit cu Adriana Jurj, de profesie doctor inginer chimist, după o relație de aproape nouă ani. Cei doi au fost în aceeași clasă la liceu, însă au urmat facultăți din orașe diferite (el în Alba Iulia, iar ea în Cluj-Napoca). Aceștia au devenit pe 14 iulie 2012 părinții unui băiat.